# Modou Faye
Modou Faye (ur. 1 stycznia 1994) – senegalski zapaśnik walczący w stylu wolnym. Brązowy medalista mistrzostw Afryki w 2024. Mistrz igrzysk frankofońskich w 2023 roku.